# Heinkel HD 37
Die Heinkel HD 37 war ein deutsches Jagdflugzeug, das von Ernst Heinkel zum Ende der 1920er-Jahre für die sowjetischen Luftstreitkräfte konstruiert wurde. In der Sowjetunion wurde es unter der Bezeichnung I-7 in Lizenz gebaut. HD steht für „Heinkel-Doppeldecker“, I für „Istrebitel“ (russisch für Jagdflugzeug).

## Geschichte
Unter dem Eindruck des ab 1926 an der geheimen Erprobungsstätte der Reichswehr bei Lipezk erprobten Jägers HD 17 erteilte die sowjetische Militärführung Heinkel den Auftrag zur Schaffung eines Nachfolgemusters mit einem BMW-VI-Antrieb. Vorgesehen waren zwei Exemplare, die ausgiebig getestet werden sollten. Bei positivem Abschneiden war der Kauf der Fertigungslizenz vorgesehen. Der Bau der beiden Erprobungsmuster begann Ende 1927 unter Missachtung der Rüstungsbeschränkungen des Versailler Vertrages und wurde von sowjetischen Spezialisten mitverfolgt. Der Erstflug erfolgte im April 1928 durch den Abteilungsleiter der DVL Joachim von Köppen auf dem Gelände der Heinkel-Werke in Warnemünde. Anschließende Tests wurden ab dem 19. April durch den schwedischen Testpiloten Nils Söderberg durchgeführt. Er bemängelte den hohen Anstellwinkel, der sich bei Start und Landung nachteilig auswirkte. Auf seinen Hinweis hin wurden deshalb das Seiten- und Höhenruder etwas vergrößert. Am Ende des Monats führte Söderberg noch einige Messflüge durch, bei denen er auf einer 3-km-Strecke eine Geschwindigkeit von 327 km/h erreichte. Einen Tag, bevor eine sowjetische Kommission zur Abnahme des Flugzeugs anreiste, erreichte er eine Gipfelhöhe von 9800 m, was einen nationalen Rekord darstellte. Auch erreichte die HD 37 eine für die damalige Zeit beeindruckende Steiggeschwindigkeit.
Noch im April wurden die beiden HD 37 von Söderberg der sowjetischen Delegation vorgeflogen, unter anderem mit einem Sturzflug bei maximaler Geschwindigkeit. Die sowjetische Seite war zufrieden und übernahm beide Flugzeuge, die sofort in die UdSSR überführt wurden. Auf Bitte der Käufer hin wurde der von Söderberg erreichte Höhenrekord nicht publik gemacht und deshalb nicht anerkannt. Im Juli begannen in der Sowjetunion die Testflüge der ersten Maschine mit den Piloten I. F. Koslow und W. O. Pissarenko. Bei Trudelversuchen geriet das Flugzeug am 20. Juli außer Kontrolle und stürzte ab; Pissarenko konnte mit dem Fallschirm abspringen. Heinkel schickte daraufhin den Werkspiloten von Prodzynski zur Untersuchung des Vorfalls. Es stellte sich heraus, dass einige Passagen des deutschen Betriebshandbuches nicht in die russische Sprache übersetzt worden waren. Von Prodzynski begann am 14. August 1928 die Erprobung der zweiten HD 37 und führte sie ohne weitere Vorkommnisse zu Ende.

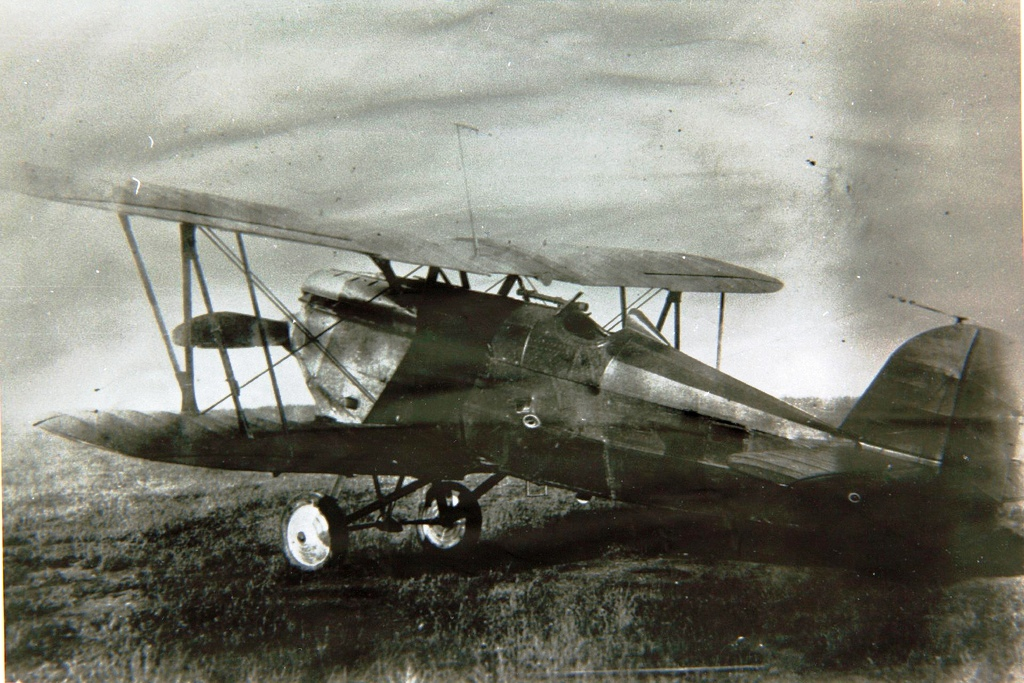
Sowjetische Lizenzausführung I-7

Von sowjetischer Seite wurden aufgrund des Vorfalls einige Veränderungsvorschläge zur Verbesserung der Trudeleigenschaften eingereicht. Heinkel entwickelte deshalb die HD 43 mit verändertem Tragflächenprofil, Leit- und Fahrwerk sowie Flügelfläche. Es entstanden ebenfalls zwei Exemplare, die ab Ende 1929 in die Erprobung gingen und unter anderem wiederum von Nils Söderberg getestet wurden. Entgegen allen Prognosen wies die HD 43 jedoch schlechtere Flugeigenschaften als ihr Vorgängermodell auf und so wurde letztendlich die HD 37 zur Serienproduktion zugelassen. Heinkel erhielt für den Verkauf der Lizenz 150.000 ℛℳ.
Die Fertigung begann 1931 unter der Bezeichnung I-7 mit dem BMW-VI-Lizenzmotor M-17 im Moskauer Werk Nr. 1, nachdem das Werk Nr. 39 abgelehnt worden war. Während der Produktion wurden auf die einheimischen Möglichkeiten zugeschnittene Veränderungen vorgenommen. Das betraf beispielsweise die Kühleranordnung und die Motorhaube. Da die einheimische Industrie nicht in der Lage war, die für das Rumpfgerüst notwendigen Molybdän-Stahlrohre anzufertigen, mussten sie importiert werden. Die Lizenzflugzeuge wiesen gegenüber den von Heinkel gebauten schlechtere Leistungsdaten auf. Das betraf vor allem die Geschwindigkeit und die Steigleistung. Da die etwa zur gleichen Zeit produzierte einheimische Polikarpow I-5 annähernd gleiche Daten erreichte, wurde schließlich sie der Standardjäger der WWS in der ersten Hälfte der 1930er-Jahre. Die Produktion der I-7 wurde 1934 nach nur 131 Exemplaren eingestellt, die zudem nach kürzester Zeit aus der ersten Linie ausgemustert wurden.

## Aufbau
Die HD 37/I-7 war ein verspannter Doppeldecker. Der Rumpf bestand aus einem Molybdän-Stahlrohrgerüst und war vom Bug bis zum Cockpit mit Aluminium beplankt; dahinter war er mit Stoff bespannt und teilweise mit Sperrholz verkleidet. Die Tragflächen unterschiedlicher Spannweite bestanden aus einer Holzkonstruktion mit Stoffbespannung und waren durch N-Streben untereinander und mit dem Rumpf verbunden. Durch den zum Cockpit hin ansteigenden „Kamelhöcker“-Rumpf und den niedrig angesetzten oberen Tragflügel verfügte der Pilot über eine ausgesprochen gute Sicht. Das Leitwerk war konventionell und mit I-Stielen abgestrebt und verspannt. Die Haupträder des Fahrwerks waren starr und besaßen untereinander keine Verbindungsachse. Am Heck befand sich ein Schleifsporn. Wie für die meisten sowjetischen Flugzeuge der Zeit gab es auch für die I-7 ein Ski-Fahrwerk für den Winter.

## Technische Daten der HD 37
Die in Klammern angegebenen Werte beziehen sich auf das Lizenzmuster I-7
| Kenngröße                                | Daten                                                                          |
| ---------------------------------------- | ------------------------------------------------------------------------------ |
| Besatzung                                | 1 Pilot                                                                        |
| Länge                                    | 7,00 m                                                                         |
| Spannweite                               | 10,00 m                                                                        |
| Höhe                                     | 3,45 m                                                                         |
| Flügelfläche                             | 26,71 m²                                                                       |
| Leermasse                                | 1267 kg                                                                        |
| Startmasse                               | 1685 kg (1808 kg)                                                              |
| Triebwerk(e)                             | ein flüssigkeitsgekühlter Zwölfzylinder-V-Motor BMW VI 7,3Z (ein M-17)         |
| Startleistung Nennleistung Dauerleistung | 750 PS (552 kW) 650 PS (478 kW) in 1000 m Höhe 500 PS (368 kW) in 700 m Höhe   |
| Höchstgeschwindigkeit                    | 312 km/h in Bodennähe, inoffiziell 327 km/h (279 km/h) 285 km/h in 5000 m Höhe |
| Marschgeschwindigkeit                    | 273 km/h                                                                       |
| Landegeschwindigkeit                     | 96 km/h                                                                        |
| Steigzeit                                | 4:50 min auf 2000 m Höhe 10,2 min auf 5000 m Höhe (11,2 min)                   |
| Dauer einer Vollkurve                    | 12 s (12 s)                                                                    |
| Gipfelhöhe                               | 8700 m, inoffiziell 9800 m                                                     |
| Reichweite                               | k. A.                                                                          |
| Flugdauer                                | 5,5 h                                                                          |
| Bewaffnung                               | zwei synchronisierte Maschinengewehre                                          |